# Salima Ahmadou
Salima Ahmadou Youssoufou, née le 21 octobre 2003 , est une nageuse handisport nigérienne, pratiquant les 50 et 100 mètres brasse et nage libre. Elle participe aux Jeux paralympiques d'été de 2024 à Paris en France.

## Biographie

### Origines  et Education
Salima Ahmadou naît le 21 octobre 2003 à Niamey au Niger. Titulaire d'un baccalauréat, elle bénéficie d'une bourse olympique  en 2022 pour se faire former en France.

### Carrière sportive
Salima s'intéresse à la natation dès l'âge de 14 ans. En 2022, elle fait son entrée dans les compétitions internationales au 16e Championnats du monde de natation en Australie où elle occupe le 44e  rang au 50m brasse Femmes. Elle s'améliore aux Championnats  du monde aquatiques au Japon en juillet 2023 et au 15e meeting des Hortillons en décembre de la même année en France. En août 2024, elle représente son pays natal aux Jeux paralympiques d'été à Paris,.